# TCR nemzetközi sorozat
A TCR nemzetközi sorozat egy, a Nemzetközi Automobil Szövetség irányítása alá tartozó túraautóverseny-sorozat volt, amelyet 2015 és 2017 között rendeztek meg. Ezt követően nagyobb szabályváltoztatásokat követően egybeolvadt a Túraautó-világbajnoksággal és Túraautó-világkupa (World Touring Car Cup) néven írták ki.
A bajnokság létrejöttét a World Sporting Consulting (WSC) támogatta a Túraautó-világbajnokság költséghatékonyabb társbajnokságaként, leginkább közepes kategóriájú, ferde karosszériájú autóknak. Szabályrendszere és a kategóriák elnevezései a Túraautó-világbajnokságét és a Túraautó-Európa-kupáét követte.

## A sorozat létrejötte
2014. július 15-én Marcello Lotti, a Túraautó-világbajnokság szervezőbizottságának egykori elnöke bejelentette, hogy TCR néven egy új, nemzetközi túraautó-bajnokságot indítanának, ahol a versenyzőket és a gyártókat is bajnoki címmel honorálják. Július 21-én a sorozatokról részletesebb információkat tettek közzé: a verseny hétvégi menetrendje a WTCC-hez hasonlóan lesz kialakítva, két szabadedzéssel, majd két versennyel vasárnap.  Az első verseny tervezett időpontja 2015 márciusának eleje volt, a helyszín pedig Olaszország, de az október 31-én kiadott előzetes versenynaptárban már Sepang és március 29-e állt hivatalosan nyitófutamként.
Július 29-én egy korábbi WTCC pilóta, Pepe Oriola elmondta egy, a TouringCarTimes-ben készült interjúban, hogy reméli, versenyezhet az új sorozatban miután a 2014-es túraautó világbajnoki szezonban már bemutatkozhatott a Campos Racing színeiben.
Szeptember 15-én a TCR szervezőbizottsága bemutatta a 2015-ös szezonra érvényes szabályrendszert, valamint az ebben a szériában használatos autóformulákat. Az Onyx Grand Prix elsőként erősítette meg indulási szándékát, majd egy héttel később a Paolo Coloni Racing is bejelentette csatlakozását a sorozathoz.
Október 31-én hivatalossá vált a versenynaptár, amelyben tizenkét versenyhétvége szerepelt, ebből négy Ázsiában, öt Európában és kettő Dél-Amerikában.
November 7-én bejelentették a negyedik részt vevő csapatot: a svéd STCC-t, november 20-án pedig a német Engstler Motorsportot, akik továbbfejlesztett Honda Civiceccel és Volkswagen Golfokkal neveztek a bajnokságba.
December 5-én a Nemzetközi Automobil Szövetség hivatalosan is elismerte a bajnokságot, egyúttal átnevezte TCR nemzetközi sorozattá (TCR Internacional Series) az eredeti TC3 International Series névről.

## Az első szezon előtt
2015. január 27-én Marcello Lotti három új részt vevő csapatot jelentett be: a magyar Zengő Motorsportot, az olasz Proteam Racinget és a spanyol Campos Racinget. Február végén és március elején az összes pilóta kiléte megerősítést nyert, egy héttel a szezonrajt előtt csak a Proteam Racing, a Paolo Coloni Motorsport és az Onyx Grand Prix nem jelentette be versenyzőit. Március 20-án a TCR szervezőbizottsága bejelentette a TV közvetítési jogokra vonatkozó megegyezést, David Sonenscher pedig május 29-én bejelentette, hogy 2016-ban a TCR Thaiföldön is indít országos bajnokságot.

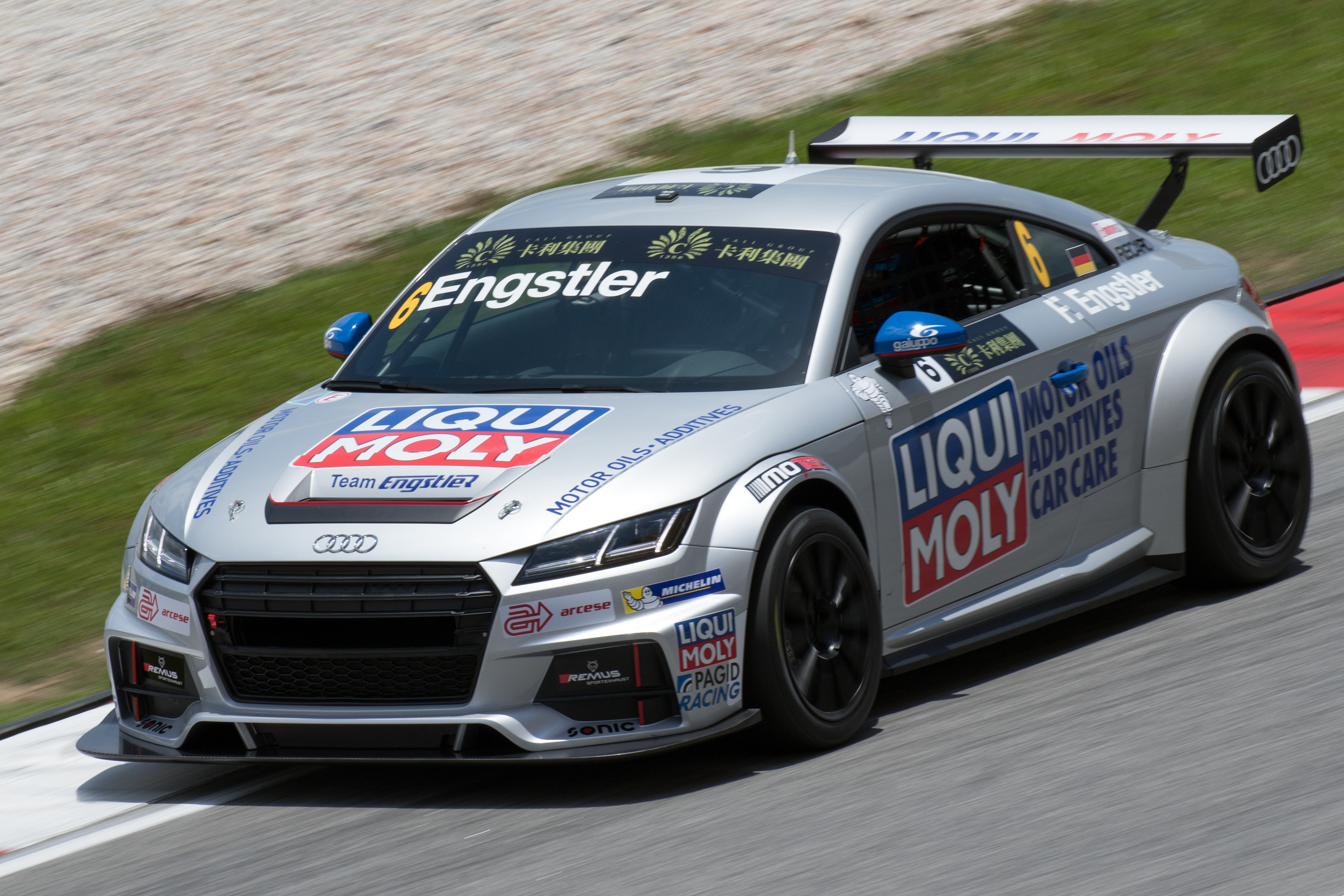
Az Audi TT-kupában használt autóformula, amelyet a TCR első idényében is használtak.

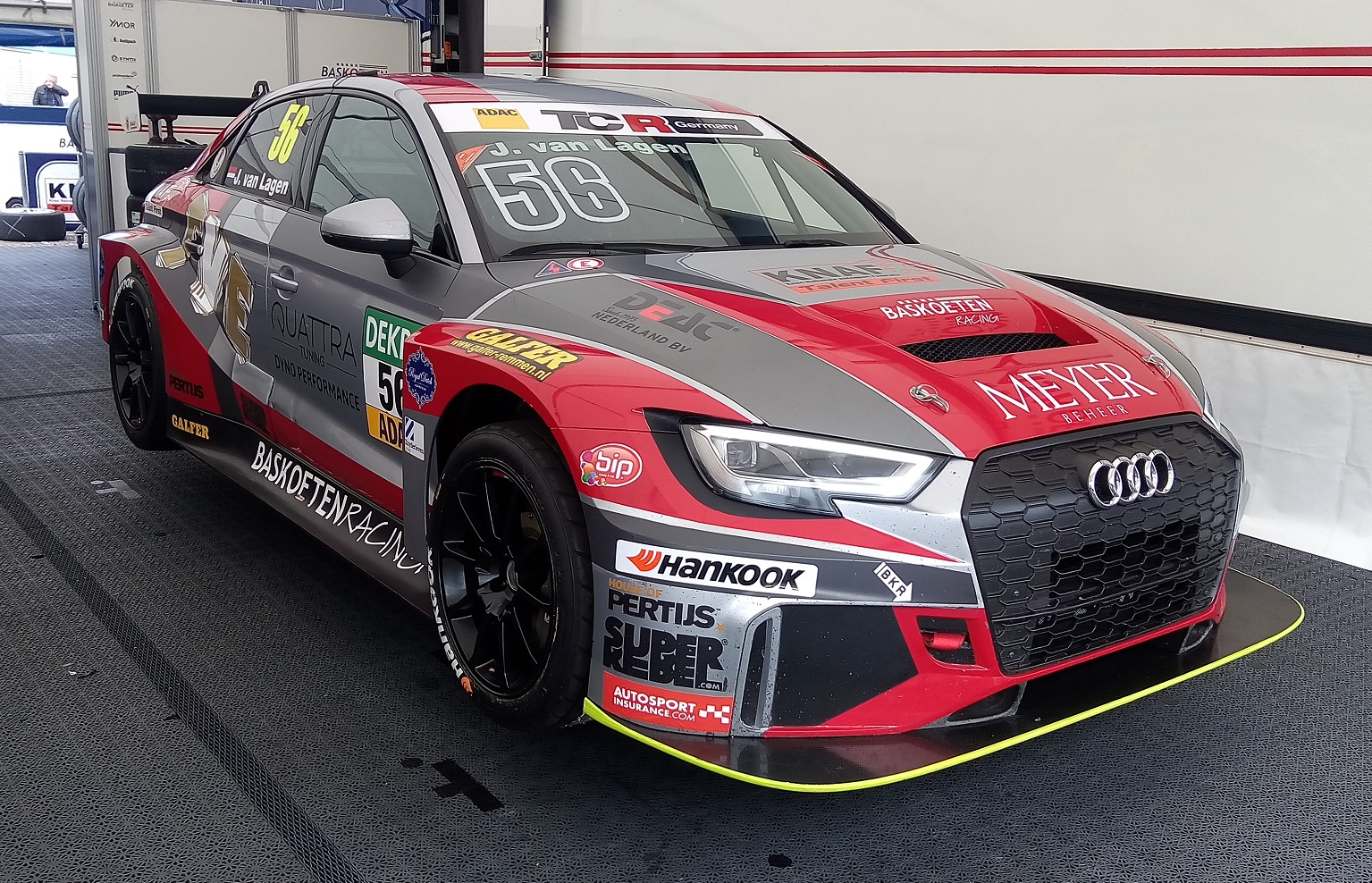
An Audi RS3 LMS TCR a paddockban.

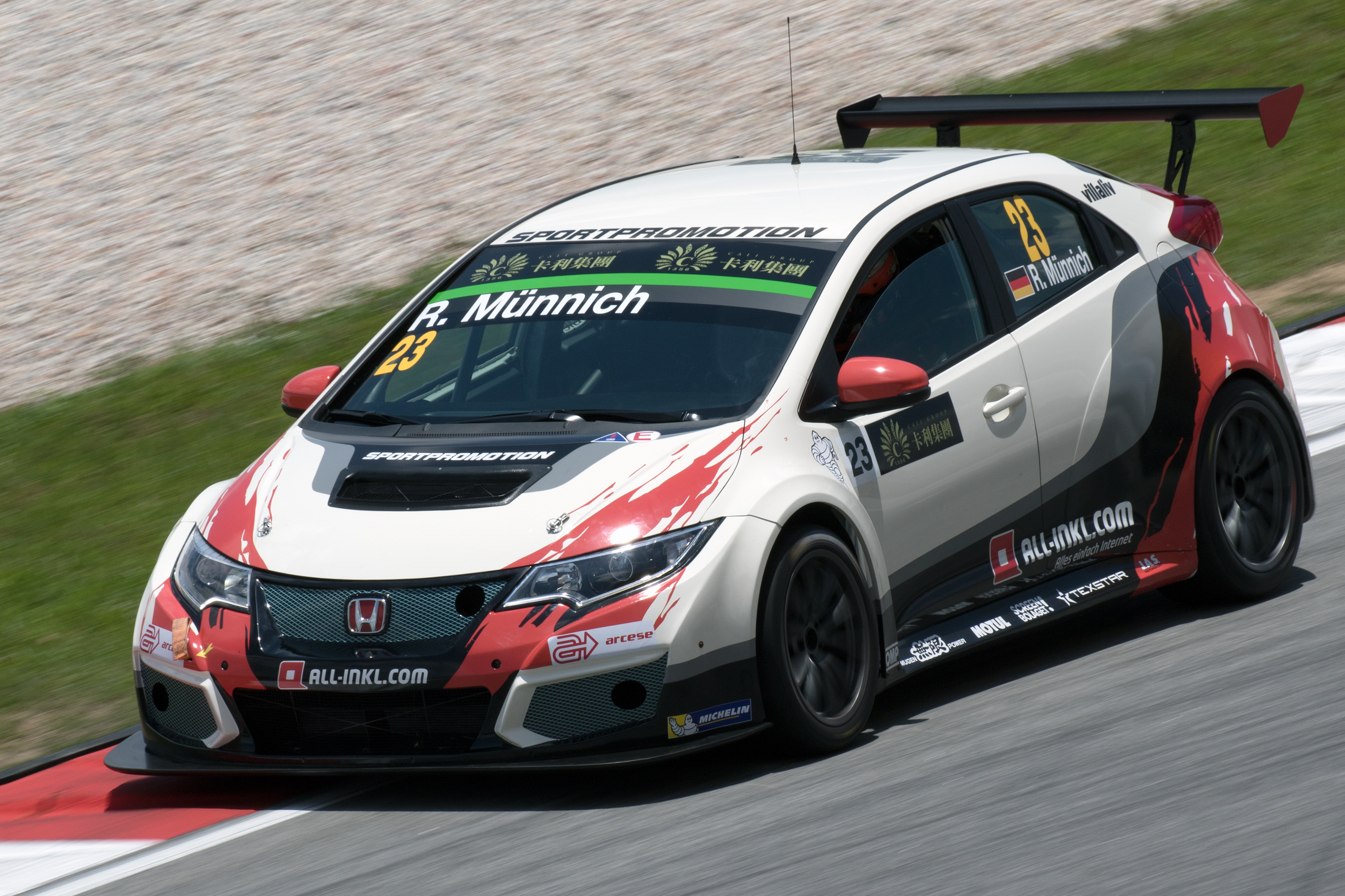
Honda Civic TCR 2015-ben.

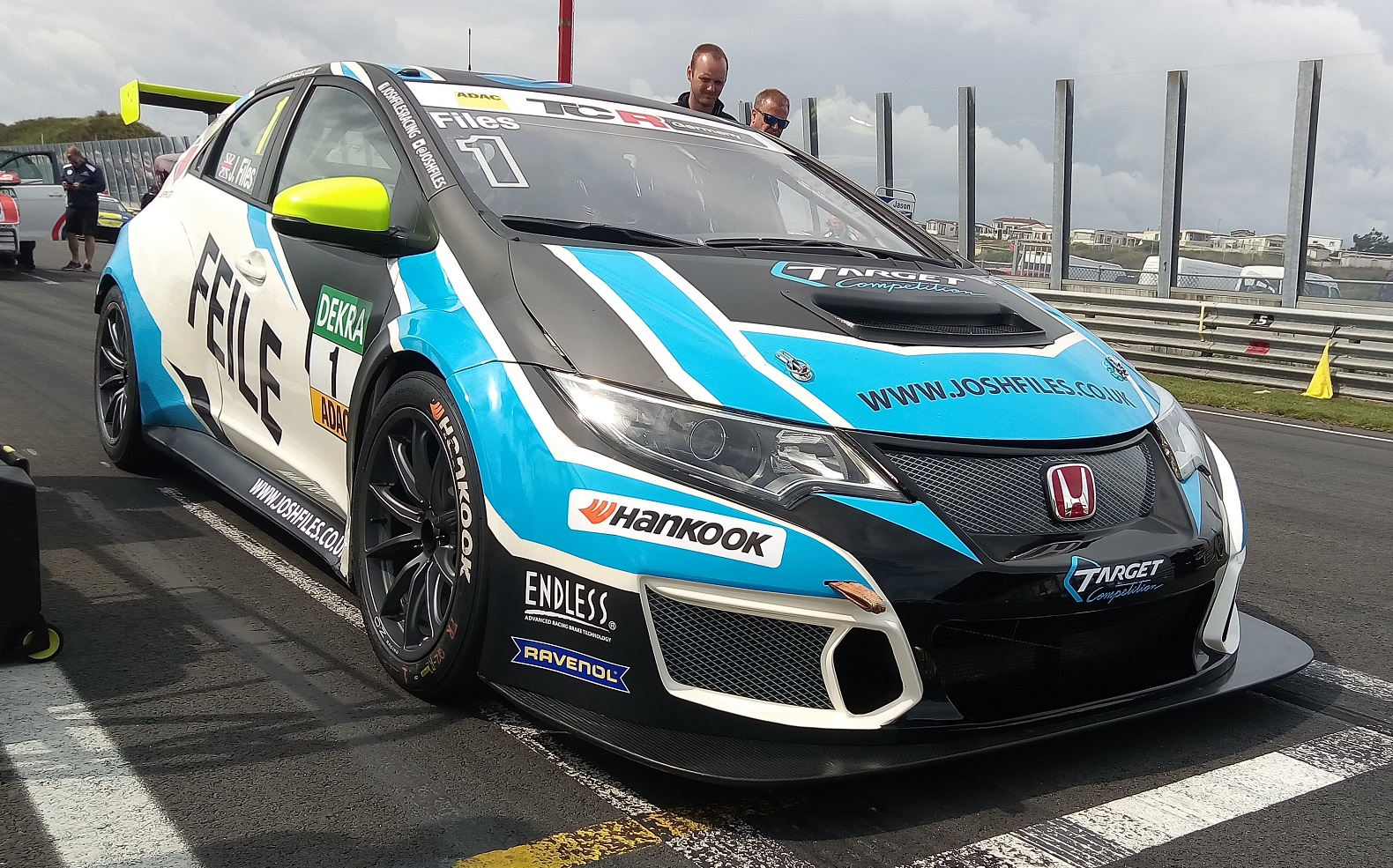
2017-es Honda Civic Type-R TCR.

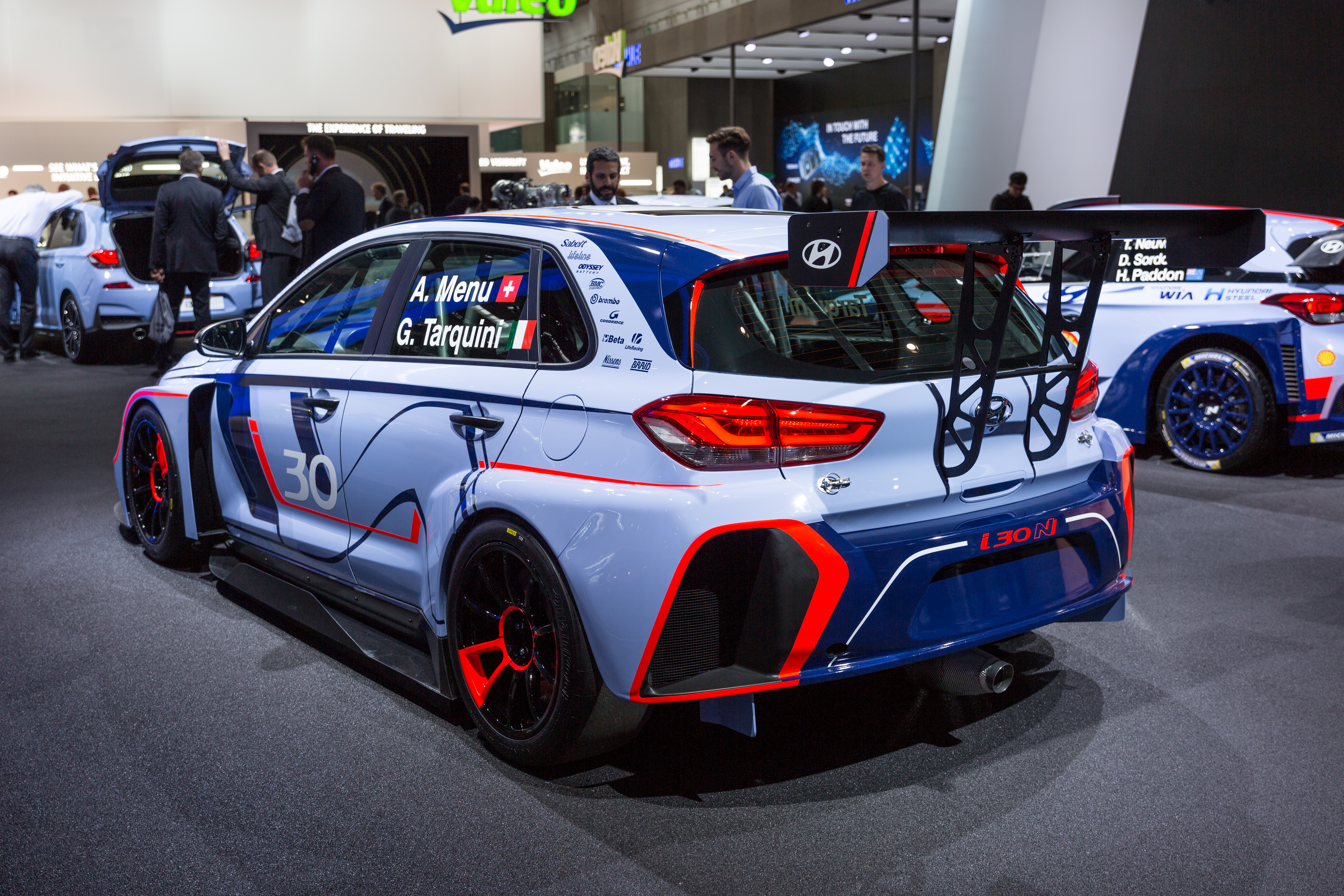
Hyundai i30 N TCR az International Motor Show Germany versenypályán Frankfurtban.

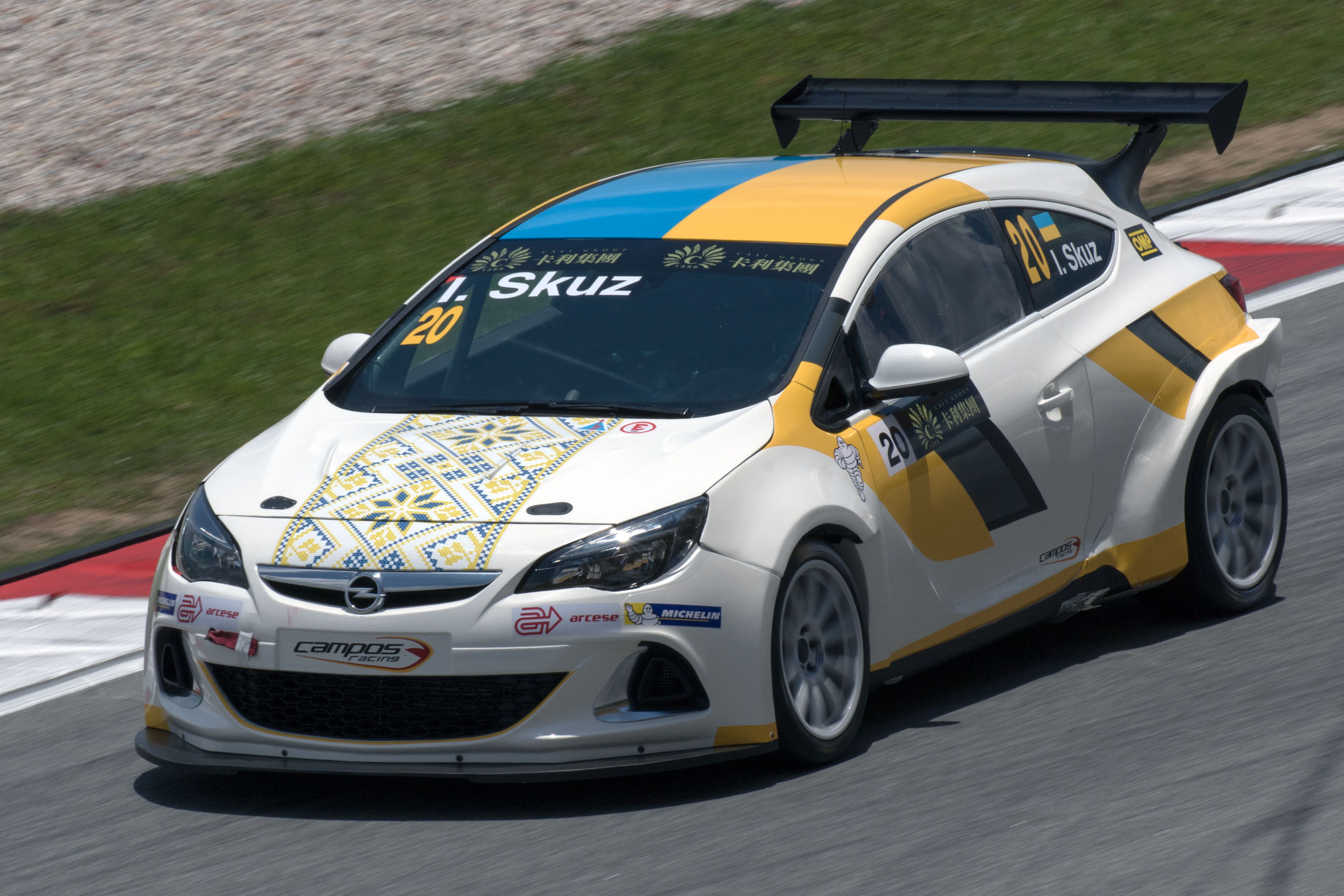
Az Opel Astra OPC első éves autója.

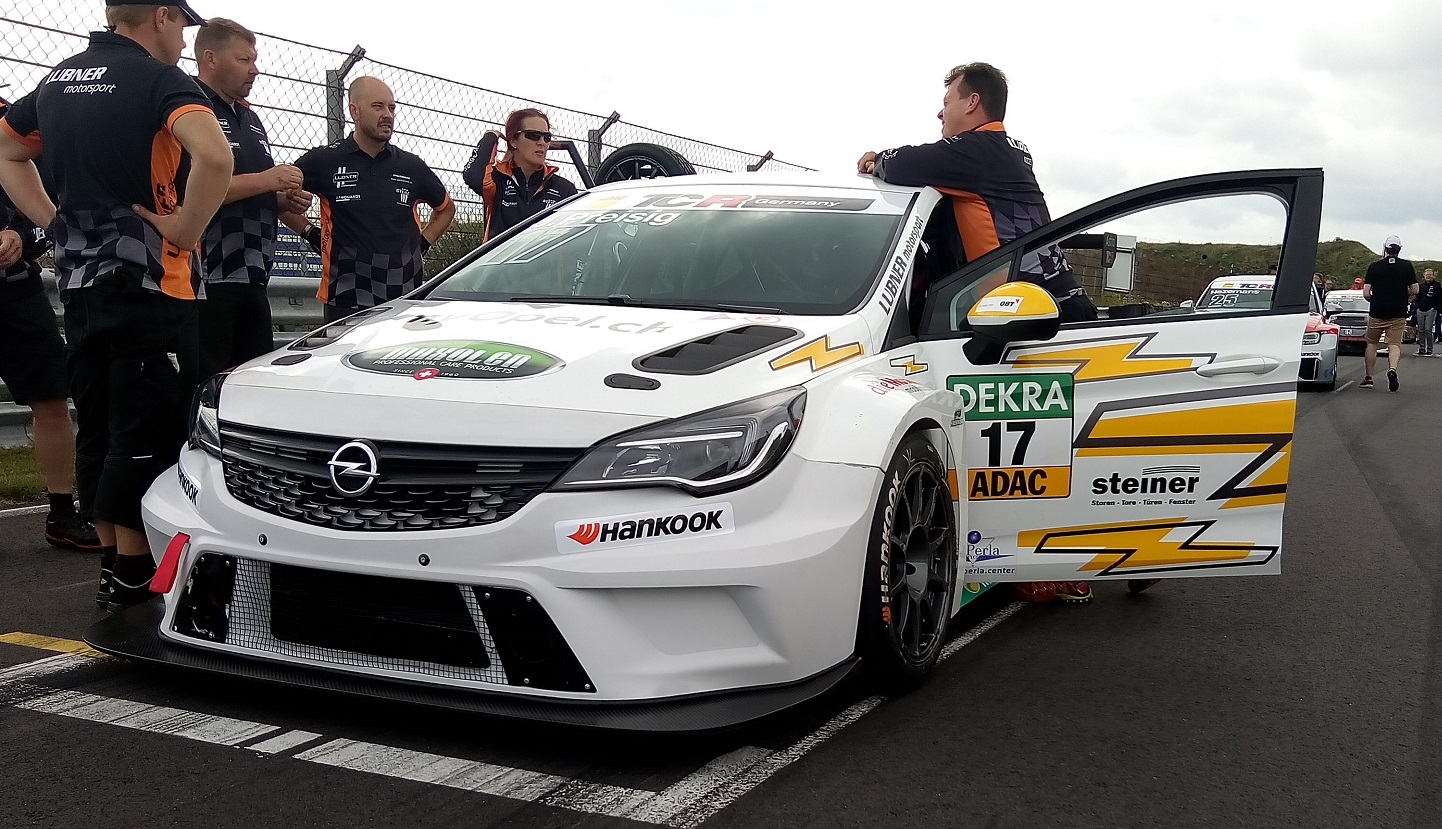
Opel Astra TCR a rajtrácson Németországban

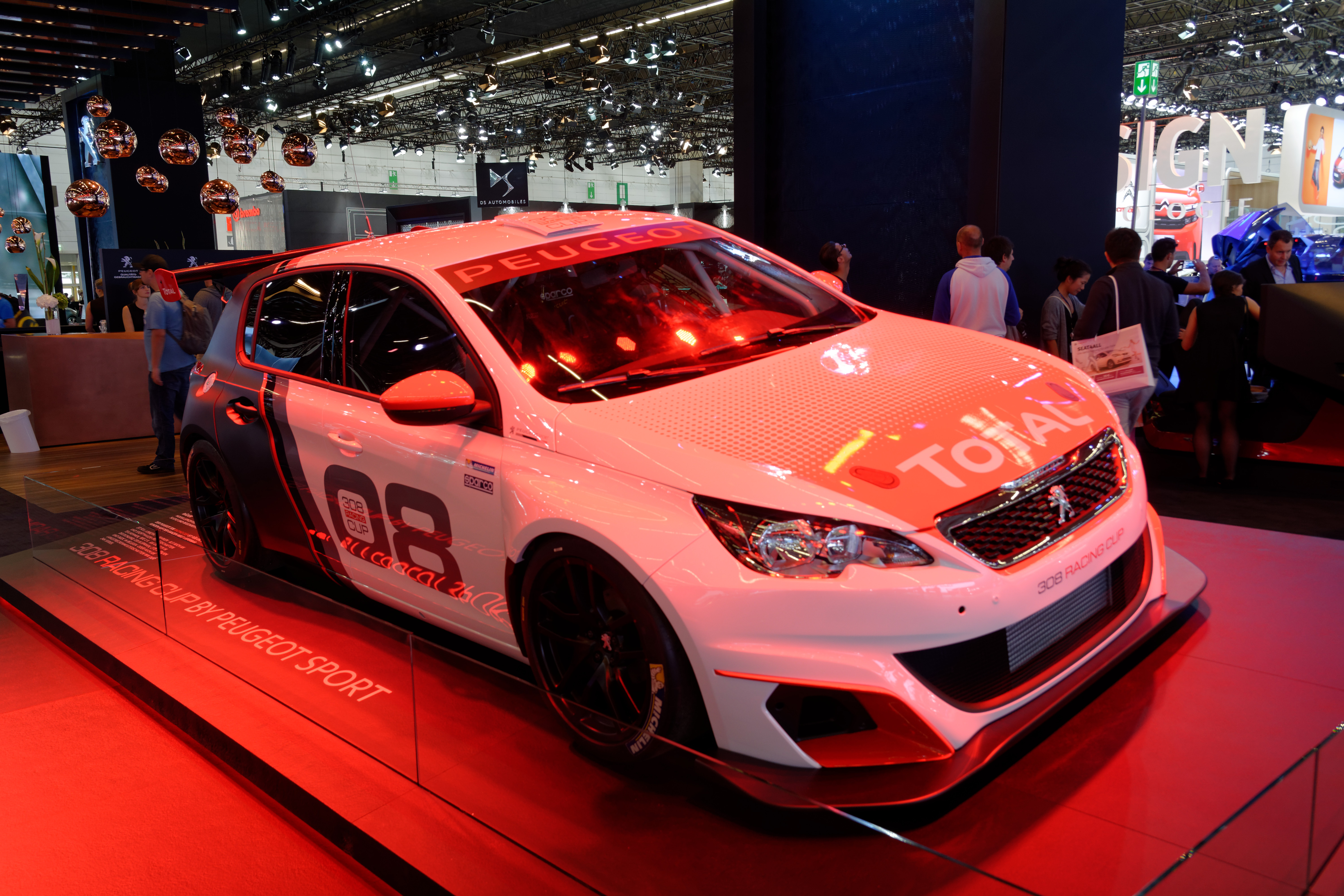
Peugeot 308 Racing Cup 2015-ben a Nemzetközi Autó- és Motorkiállításon.

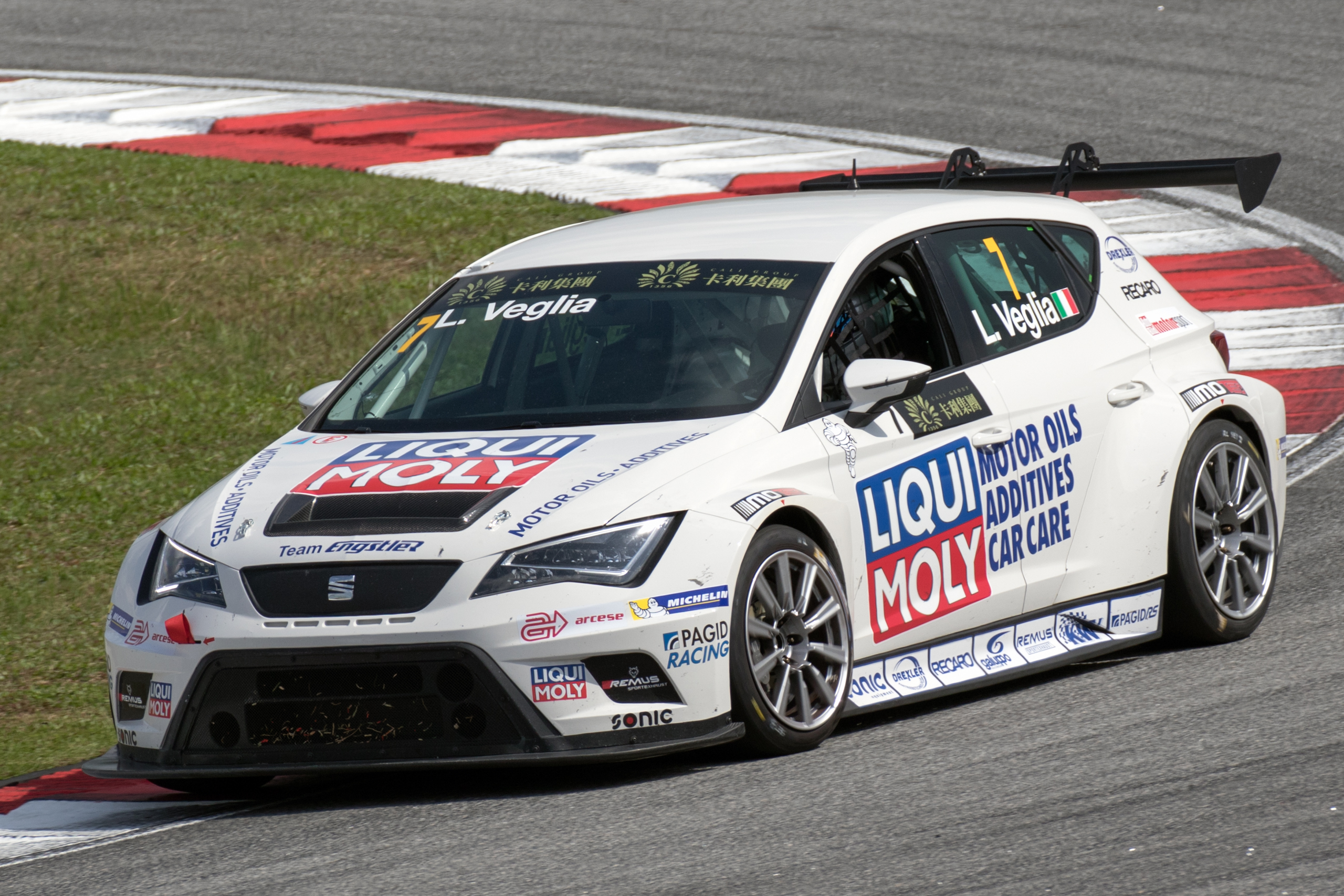
A SEAT León Cup Racer a TCR-ben.

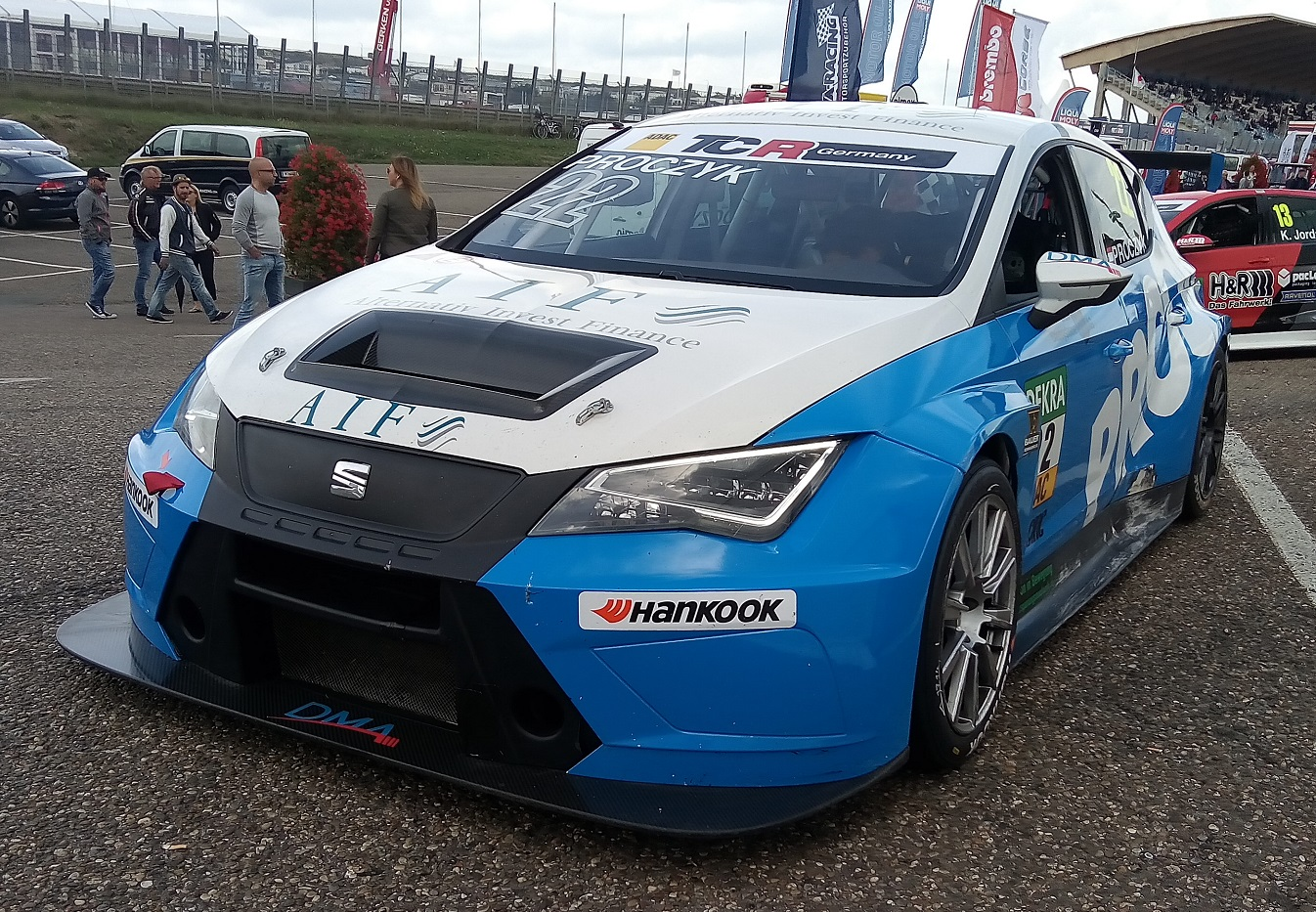
SEAT León TCR a TCR német nagydíján a paddockban.

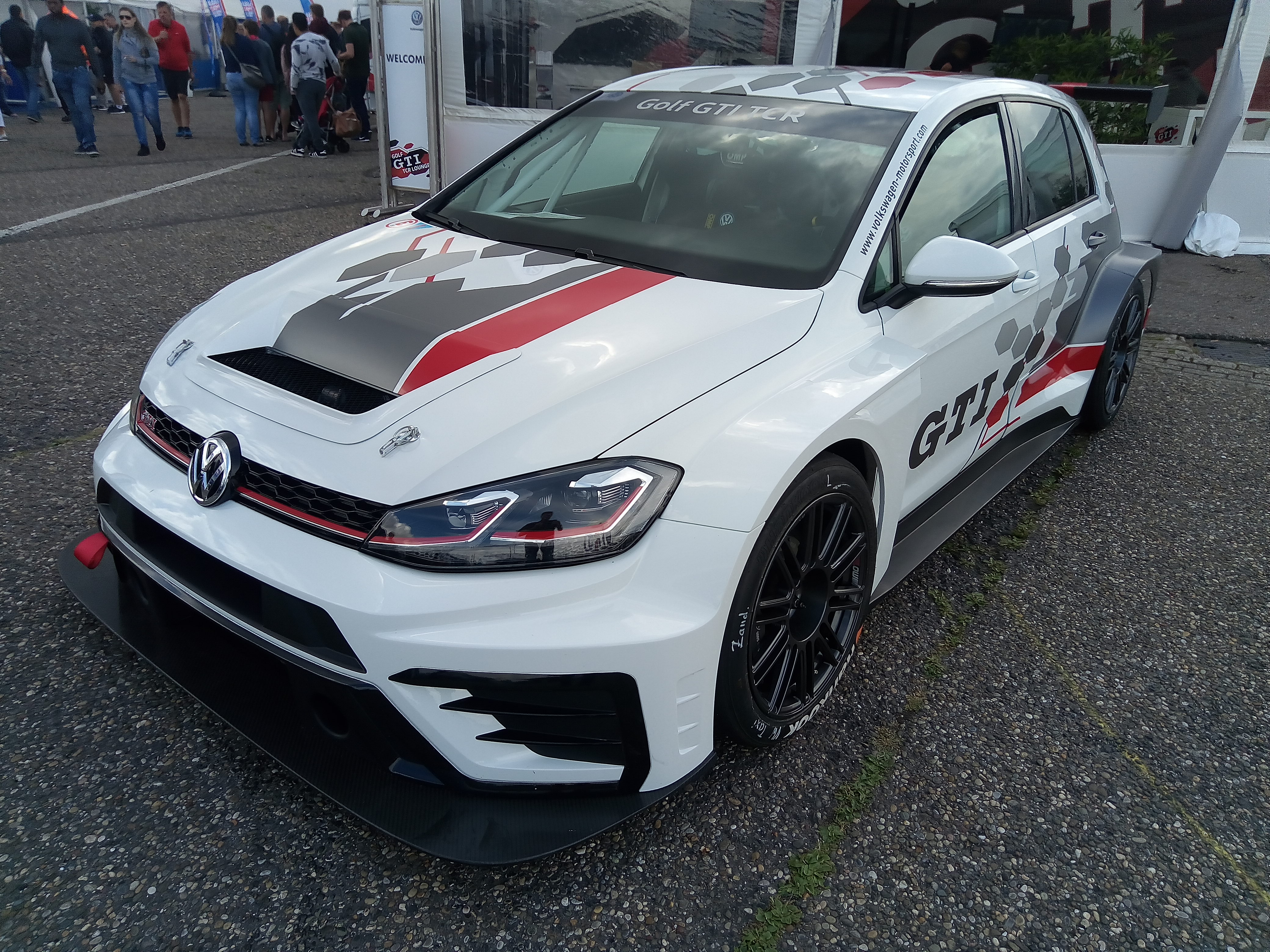
A 2017-es Volkswagen Golf GTI TCR a paddockban.

## Technikai szabályok
2014. szeptember 15-én bejelentették a kategóriára vonatkozó műszaki szabályokat, amiken 2016. január 22-én kisebb módosításokat alkalmaztak.
- Autóformula: 4/5 ajtós járművek
- Minimális súly: 1250 kg, teljes felszereltséggel együtt 1285 kg, beleértve a versenyző súlyát is.
- Minimális hossz: 4,20 méter
- Maximális szélesség: 1,95 méter
- Motor: Turbófeltöltésű benzin vagy gázolaj 2,0 literes
- Nyomaték: 420 Nm
- Teljesítmény: 350 PS
- Kipufogó: Homológ katalizátor
- Fékek:
  - Elöl: max. 6 dugattyús féknyereg, féktárcsák max. átmérője 380 mm
  - Hátsó: max. 2 db dugattyútörlő; ABS elfogadva
- Kerekek: A perem maximális méretei: 10 "x 18"
- Aerodinamika:
  - Első szárny: a 2014-es SEAT León-Európa-kupa szabványa szerinti
  - Hátsó szárny: az FIA J függelék Art. 263 2014-es paragrafusának megfelelő
  - Teljesítmény/súlyarány: A teljesítmény függvényében (a legkisebb gépkocsi súlyától számítva +70 és -20 kg között változik)

### Csapatok és gyártók
| Gyártó | Modell                           | Motor                             | Fejlesztő                                          |         |
| --- | -------------------------------- | --------------------------------- | -------------------------------------------------- | ------- |
| Alfa Romeo | Giulietta TCR                    | Alfa Romeo 1750 TBi I4            | Romeo Ferraris                                     |         |
| Audi | RS3 LMS                          | Volkswagen EA888 2.0 R4 TFSI I4   | Audi Sport                                         |         |
| Ford | Focus ST                         | Ford EcoBoost 2.0 litre I4        | Onyx Grand Prix                                    |         |
| Ford | Focus TCR                        | Ford EcoBoost 2.0 litre I4        | Formula Racing Development Limited                 |         |
| Honda | Civic TCR                        | Honda K20C1 i-VTEC DOHC Turbo I4  | JAS Motorsport                                     |         |
| Honda | Civic Type-R TCR (FK2)           | Honda K20C1 i-VTEC DOHC Turbo I4  | JAS Motorsport                                     |         |
| Honda | Civic Type-R TCR (FK8)           | Honda K20C1 i-VTEC DOHC Turbo I4  | JAS Motorsport                                     |         |
| Hyundai | i30 N TCR                        | Hyundai Theta II G4KD I4          | Hyundai Motorsport                                 |         |
| Kia | Cee'd GT TCR                     | Hyundai Theta II G4KD I4          | STARD                                              |         |
| Opel | Astra TCR                        | GM Ecotec LDK A20NFT I4           | Opel Performance Center Kissling Motorsport        |         |
| Peugeot | 308 Racing Cup                   | Prince EP6FDTR 1.6l THP I4        | Peugeot Sport                                      |         |
| Peugeot | 308 TCR                          | Prince EP6FDTR 1.6l THP I4        | Peugeot Sport                                      |         |
| Renault | Mégane TCR                       | 1.8T                              | Vuković Motorsport                                 |         |
| SEAT | León Cup Racer                   | Volkswagen EA888 2.0 R4 TSI I4    | SEAT Sport                                         |         |
| SEAT | León TCR                         | Volkswagen EA888 2.0 R4 TSI I4    | SEAT Sport                                         |         |
| Subaru | WRX STi TCR                      | Subaru EJ257 H4                   | Top Run Motorsport                                 |         |
| Volkswagen | Golf TCR                         | Volkswagen EA888 2.0 R4 TSI I4    | Volkswagen Motorsport                              |         |
| Volkswagen | Golf GTI TCR                     | Volkswagen EA888 2.0 R4 TSI I4    | Volkswagen Motorsport                              |         |
| Bejelentett fejlesztések és autók, amelyek kísérleti jelleggel részt vettek a versenyeken, miközben nem feleltek meg a TCR követelményeinek |                                  |                                   |                                                    |         |
| Gyártó | Modell                           | Motor                             | Fejlesztő                                          |         |
| Audi | TT Cup                           | Volkswagen EA888 2.0 R4 TFSI I4   | Audi Sport                                         | [ N 1 ] |
| BAIC Senova | Senova D50 TCR                   | SAAB B205R Turbo 2.0L R4 16V DOHC | BAIC Motor Beijing Senova Racing Team              |         |
| Citroën | C3 Max TCT                       | Prince EP6FDTR 1.6l THP I4        | 2T Course & Reglage                                | [ N 2 ] |
| Lada | Vesta TCR                        | Renault F4RT I4                   | Lada Sport                                         | [ N 3 ] |
| Mercedes-Benz | A45 AMG TCR                      | Mercedes M133DE20AL 2.0T I4       | LEMA Racing Prigo                                  |         |
| Mini | Cooper 5 Door JCW or Clubman JCW | BMW B48                           | LAP Motorsports MINI USA                           |         |
| Opel | Astra OPC                        | GM Ecotec LDK A20NFT I4           | Opel Performance Center Kissling Motorsport        | [ N 4 ] |
| Renault | Mégane RS                        | Renault F4RT I4                   | Renault Dealer Team Saint Petersburg Ralf-Car Team | [ N 5 ] |
| Škoda | Octavia Cup                      | Volkswagen EA888 2.0 R4 TSI I4    | Škoda Motorsport                                   |         |

## Bajnokok
| Szezon | Világbajnok versenyző | Világbajnok konstruktőr  |
| ------ | --------------------- | ------------------------ |
| 2015   | Stefano Comini        | Target Competition       |
| 2016   | Stefano Comini        | Team Craft-Bamboo Lukoil |
| 2017   | Jean-Karl Vernay      | M1RA                     |

## Pontozási rendszer
A pontozási rendszert a Nemzetközi Automobil Szövetség a Formula–1-es bajnokságéval megegyezően hozta létre.
| Pozíció | 1. | 2. | 3. | 4. | 5. | 6. | 7. | 8. | 9. | 10. |
| Pontok  | 25 | 18 | 15 | 12 | 10 | 8  | 6  | 4  | 2  | 1   |

## Magyarok a TCR-ben
A Zengő Motorsport már az első, 2015-ös szezonban indított csapatot, amelynek autóit négy fiatal magyar pilóta, Ficza Ferenc, Nagy Dániel, Szabó Zsolt és Tóth Norbert vezettek. A csapat 33 ponttal 6. lett a gyártók versenyében. 2016-ban a Zengő kiszállását követően a B3 Racing Team Hungary volt a magyar résztvevője a sorozatnak, ők Tassi Attila mellett Dušan Borkovićcsal és Mato Homolával álltak a rajtrácsra. 2017-ben a Zengő is visszatért a sorozathoz, valamint Michelisz Norbert saját alapítású csapata, a M1RA is rajthoz állt. Tassi a csapat színeiben második lett a bajnokságban, a M1RA pedig megnyerte a gyártók bajnokságát.